# Calle del Gobernador Llasera
La calle del Gobernador Llasera es una vía pública de la ciudad española de Segovia.

## Descripción
La vía se conoció en el pasado como «calle de Viejos», en recuerdo de un hospital para ancianos fundado en el siglo XVI. En la actualidad, honra con el título a Emilio Llasera, gobernador civil de Segovia en el siglo XX. Conecta la plaza de San Martín con la de los Espejos. Aparece descrita en Las calles de Segovia (1918) de Mariano Sáez y Romero con las siguientes palabras:

Viejos.—Se dirige desde la plazuela de San Martín a la de los Espejos. Su denominación obedece al antiguo Hospital para viejos o ancianos, fundado en el siglo XVI por Juan López de Medina y Catalina de Barros, que están sepultados en la capilla de bóveda de crucería, de lo que después fué Biblioteca y hoy Museo provincial de Segovia. Tiene este Museo algunas apreciables obras de pintura y escultura, antigüedades segovianas, grabados, lápidas y otros muchos objetos que no describimos por no ser esto la finalidad de esta reseña de calles, y relato de objetos que se mencionan en todas las guías de Segovia. Son procedentes en su mayor parte de las iglesias y conventos caídos y extinguidos y fueron clasificados los más de ellos por D. Ramón Depret, muy competente en arte y arqueología y que vivió en nuestra Ciudad a mediados del siglo pasado. Contiguo al Museo, en la rinconada, al comienzo de la calle, está el edificio dedicado a Escuela de Artes y Oficios y a Juzgado municipal.
(Sáez y Romero, 1918, p. 193)